# تورج دریایی
تورج دریایی (زادهٔ ۱۳۴۶) پژوهشگر و تاریخ‌نگار در زمینهٔ مطالعات ایران است. وی هم‌اکنون، استاد تاریخ، مطالعات و فرهنگ ایرانی در دانشگاه کالیفرنیا، ارواین است. او همچنین رئیس مرکز ایران‌شناسی ساموئل مارتین جردن در این دانشگاه است. به علاوه وی رئیس مطالعات و یراستاری نشریه نامهٔ ایران باستان است. انتشار مقاله در گاه‌نامه‌های مهم ایران‌شناسی از دیگر فعالیت‌های او است.
تورج دریایی از اسفند ۱۴۰۳ عهده‌دار سمت سرویراستاری دانشنامه ایرانیکا است.

## زندگی و آثار
ملتی که تاریخش را داشته باشد، هیچ‌وقت فراموش کار نمی‌شود. این را ساسانیان فهمیدند که اگر این تاریخ با فرهنگی مبتنی بر آداب، عادات، رسوم و… همراه شود، هیچگاه دچار فراموشی نمی‌شود. در طول چهارصد سال سلسله ساسانیان این فرهنگ ایرانشهری چنان شکل می‌گیرد که وقتی از لحاظ سیاسی تغییراتی در ایران صورت می‌گیرد، فرهنگ ایرانی تداوم می‌یابد، تا جایی که فرهنگ اسلامی را بسیاری از ایرانی‌ها حفظ کرده و پرورش می‌دهند.

مصاحبه تورج دریایی با روزنامه اعتماد، سه شنبه ۱۲ آذر ۱۳۹۲

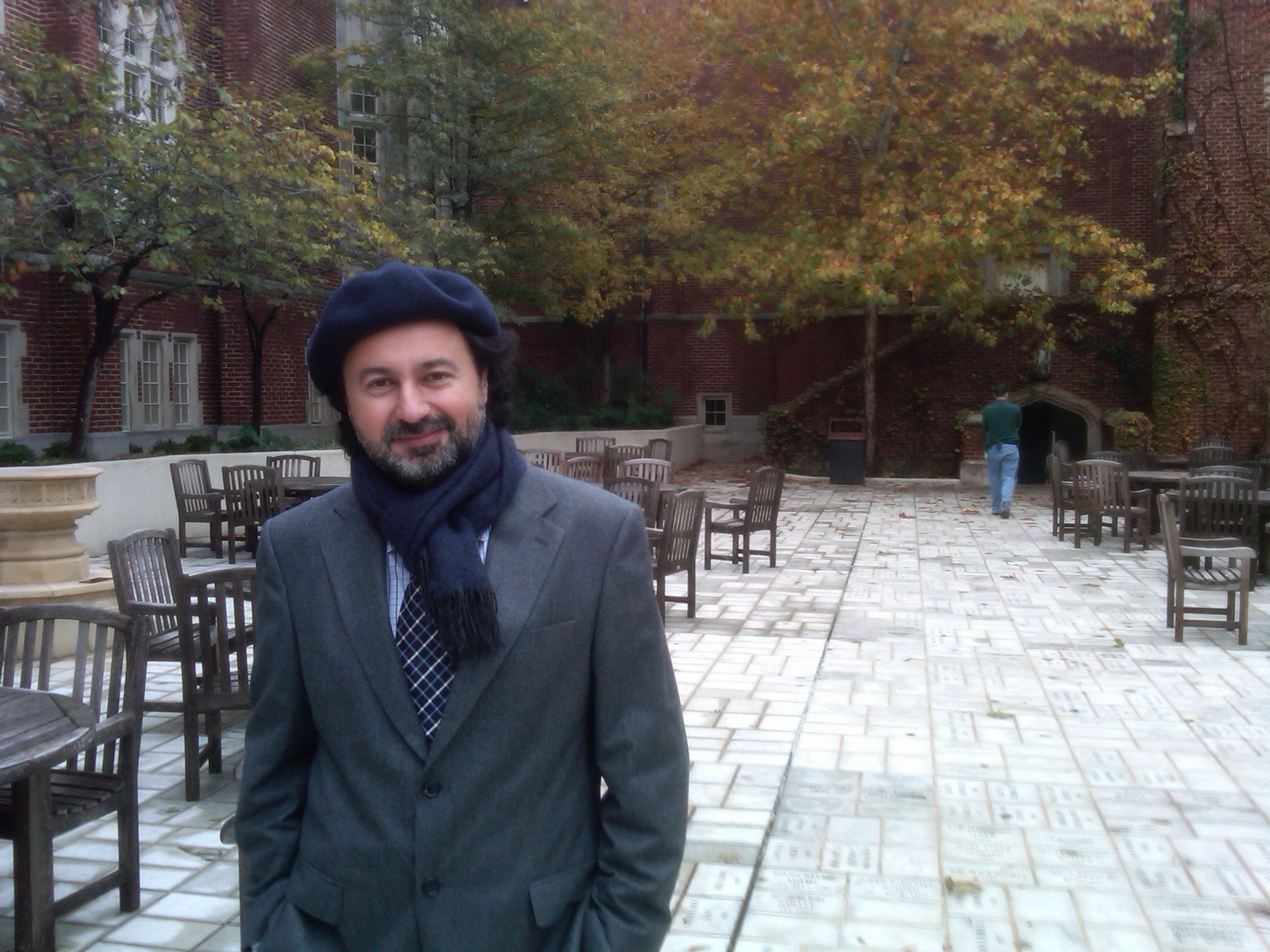
تورج دریایی در سال ۲۰۱۱ میلادی

تورج دریایی در سال ۱۳۴۶ خورشیدی در دربند شمیران زاده شد. او دوران دبستان و دبیرستان خود را در ایران و یونان گذراند و در سال ۱۹۹۹ از دانشگاه کالیفرنیا، لس آنجلس دکترای تاریخ دریافت کرد. او در صفحهٔ شخصی خود در مورد پیشینهٔ خانواده خود نیز توضیح داده و آن‌گونه که از این اطلاعات برمی‌آید او از نوادگان ناخدا ابراهیم دریایی، ناخدای کشتی پرسپولیس است که در بوشهر فعالیت داشت. کشتی پرسپولیس نخستین ناو جنگی نوین بود که دولت ایران در زمان ناصرالدین‌شاه وارد خلیج پارس کرد.

## نویسندگی
دریایی در گفتگو با روزنامهٔ اعتماد ملی انگیزه خود از پژوهش تاریخ ساسانیان را وقف زندگی علمی خود به تاریخ ساسانیان می‌داند و دربارهٔ علت آن گفته‌است: «برای اینکه فراموش شده‌اند؛ در ایران به نوعی و در خارج کاملاً به هر حال باید یک منجی داشته باشند.»
دریایی در کتاب شاهنشاهی ساسانی تلاش کرده‌است تا به آن بخش از تاریخ که معمولاً مورد غفلت قرار گرفته، یعنی تاریخ اجتماعی بپردازد و با استفاده از منابعی تازه، روند شکل‌گیری نهادهای اداری ایران را از زمان اردشیر بابکان، بنیان‌گذار سلسلهٔ ساسانی تا دوران یزدگرد سوم، آخرین شاه این دودمان پیگیری کند. بررسی فراز و نشیب کوشش‌های نوادگان یزدگرد سوم برای برپایی حکومتی ایرانی، در حدود یک سده پس از شکست ساسانیان از اعراب، بخشی دیگر از اثر تحقیقی تورج دریایی را تشکیل می‌دهد.
از کتاب‌های تورج دریایی که به فارسی چاپ شده‌اند می‌توان به شاهنشاهی ساسانی، شهرستان‌های ایران‌شهر و غروب یک امپراتوری اشاره کرد. او در نظریات خود درباره سقوط ساسانیان از کتاب آخرین شاه از علی حصوری تأثیر گرفته است.

## جایزه
در سال ۲۰۱۰ انجمن خاورمیانه شناسی بریتانیا کتاب شاهنشاهی ساسانی نوشته تورج دریایی را به عنوان یکی از سه برندهٔ جایزهٔ سال انجمن دوستی بریتانیایی-کویتی در زمینهٔ پژوهش‌های خاورمیانه معرفی کرد. جوایز این انجمن هر ساله به بهترین آثار دانشوران تعلق می‌گیرند که به زبان انگلیسی در موضوع خاورمیانه نوشته‌شده و نخستین بار در بریتانیا به چاپ رسیده‌باشند.

## دیگر فعالیت‌ها
افزون بر تاریخ دوران ساسانی، تورج دریایی در حوزهٔ پژوهش در زبان و ادبیات فارسی میانه، دین زرتشت و سکه‌شناسی ایرانی نیز از دانشگاهیان فعال است و ویراستار کتابی دربارهٔ احمد تفضلی زبان‌شناس ایرانی (نوشتهٔ محمود امیدسالار) است.

## فهرست کتاب‌های انگلیسی
- The Parthian and Early Sasanian Empires: adaptation and expansion, eds. Vesta Sarkhosh Curtis, Michael Alram, Touraj Daryaee (Editor), Oxbow Press, Oxford, 2016.
- From Oxus to Euphrates: The World of

Late Antique Iran, Ancient Iran Series, UCI Center for Persian Studies, 2016.
- Excavating an Empire: Achaemenid Persian in Longue Dureé, eds. T. Daryaee, A. Mousavi, Kh. Rezakhani, Mazda Publishers, 2014.
- Cyrus the Great: An Ancient Iranian King, ed. T. Daryaee, Afshar Publishers, 2014.
- On the Explanation of Chess and Backgammon: A Middle Persian Text, UCI Center for Persian Studies, 2016.
- Iranian Kingship, The Arab Conquest and Zoroastrian Apocalypse, Mumbai, 2012 (Governor Fellowship Lectures given in the K.R. Cama Oriental Institute)
- The Oxford History of Iran ed. T. Daryaee, Oxford University Press (forthcoming 2012).
- Bibliographika Sasanika: Bibliographical Guide to the Sasanian Empire, vol. I Years 1990-1999, in collaboration with E. Venetis, M. Alinia, Mazda Publishers, 2009.
- Scholars & Humanists: Iranian Studies in Henning and Taqizadeh Correspondences 1937-1966, in collaboration with I. Afshar and P. Ranjbar, Mazda Publishers, 2009.
- Iranistik: Deutschsprachige Zeitschrift fur iranistische Studien. Festschrift fur Erich Kettenhofen eds. T. Daryaee & O. Tabibzadeh, 5. Jahrgang, Heft 1&2, 2006-2007(2009)(Alexander von Humboldt Stiftung).
- Sasanian Persia: The Rise and Fall of an Empire, I.B. Tauris, London, 2009.
- Sasanian Iran (224-651 AD): Portrait of a Late Antique Empire, Mazda Publishers, 2008.
- World History: A Concise Thematic Analysis, 2 vols. , Harlan Davidson, 2007.
- Soghoot-e Sasanian (The Fall of Sasanians) Iran's Historical Press, Tehran, 2005.
- Meno-ye Xrad: The Spirit of Wisdom. Essays in Memory of Ahmad Tafazzoli, eds. T. Daryaee and M. Omidsalar, Mazda Publishers, 2004.
- Shahrestaniha-i Eranshahr: A Middle Persian Text on Late Antique Geography, Epic and History, Costa Mesa, 2002.

## ترجمه‌شده به فارسی
- سقوط ساسانیان، فاتحان خارجی، مقاومت داخلی و تصویر پایان جهان. انتشارات تاریخ ایران، ۱۳۸۳. ترجمه منصوره (نظام مافی) اتحادیه، فرحناز امیرخانی، ویرایش روزبه زرین‌کوب
- تاریخ و فرهنگ ساسانی. انتشارات ققنوس، ۱۳۸۷. ترجمه مهرداد قدرت‌دیزجی
- شاهنشاهی ساسانی. انتشارات ققنوس، ۱۳۸۸. ترجمه مرتضی ثاقب‌فر
- شهرستان‌های ایرانشهر (نوشته‌ای به زبان فارسی میانه دربارهٔ تاریخ، حماسه و جغرافیای باستانی ایران). انتشارات توس، ۱۳۸۸. ترجمهٔ شهرام جلیلیان
- دریایی، تورج (۱۳۹۲). ساسانیان. ترجمهٔ شهناز اعتمادی. تهران: انتشارات توس. شابک ۹۷۸-۹۶۴-۳۱۵-۷۲۹-۶.
- کوروش بزرگ، گردآوری توسط تورج دریایی، ترجمه آذردخت جلیلیان، انتشارات توس، چاپ ۱۳۹۲
- دریایی، تورج (۱۳۹۲). گزارش شطرنج و نهش نیو اردشیر. ترجمهٔ شهرام جلیلیان. تهران: انتشارات توس. شابک ۹۷۸-۹۶۴-۳۱۵-۷۳۳-۳.
- دریایی، تورج (۱۳۹۲). شاهنشاهی ایران، پیروزی عرب‌ها و فرجام‌شناختی زردشتی. ترجمهٔ شهرام جلیلیان. تهران: انتشارات توس. شابک ۹۷۸-۹۶۴-۳۱۵-۷۳۷-۱.
- دریایی، تورج (۱۳۹۲). امپراتوری ساسانی. ترجمهٔ خشایار بهاری. تهران: نشر فرزان روز. شابک ۹۷۸-۹۶۴-۳۲۱-۳۸۸-۶.
- دریایی، تورج. ناگفته‌های امپراتوری ساسانیان. ترجمه آهنگ حقانی و محمود فاضلی بیرجندی. تهران: نشر پارسه، ۱۳۹۱.
- دریایی، تورج و خداداد رضاخانی. از جیحون تا فرات (ایرانشهر و دنیای ساسانی). ترجمهٔ مریم بیجوند. تهران: انتشارات مروارید، ‏‫۱۳۹۶ شابک ‎‏‫‬‭۹۷۸-۹۶۴-۱۹۱-۵۵۶-۰.
- دریایی، تورج (۱۴۰۱). پادشاه هفت اقلیم. ترجمهٔ سارا مشایخ. نشر ققنوس، شابک 	٥ -٤٠٩-٠٤٠-٦٢٢- ٩٧٨.